# هوليس ألبرت
هوليس ألبرت (بالإنجليزية: Hollis Alpert)‏ هو كاتب وناقد سينمائي وصحفي أمريكي، ولد في 24 سبتمبر 1916 في مقاطعة هيركايمر في الولايات المتحدة، وتوفي في 18 نوفمبر 2007 في نيبلز في الولايات المتحدة بسبب ذات الرئة.

## وصلات خارجية
- هوليس ألبرت على موقع أرشيف الشارخ.